# Mammillaria fittkaui
Mammillaria fittkaui är en kaktusväxtart som beskrevs av Charles Edward Glass och R.A. Foster. Mammillaria fittkaui ingår i släktet Mammillaria och familjen kaktusväxter.

## Underarter
Arten delas in i följande underarter:
- M. f. fittkaui
- M. f. limonensis